# Achterhaven

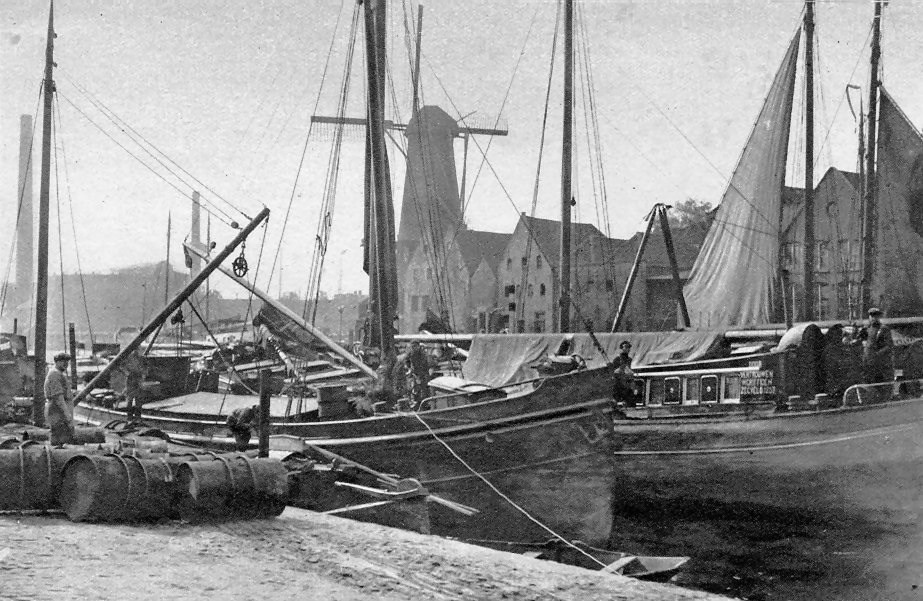
Achterhaven rond 1920

De Achterhaven is de oude haven in Rotterdam-Delfshaven. De haven is in 1417 gegraven als Nieuwe Haven en lag oorspronkelijk tussen de Nieuwe Maas en het Achterwater in Delfshaven. Na de demping van het Achterwater lag aan de noordkant van de Achterhaven het Piet Heynsplein.
Na de stormvloed van 1953 werd besloten de Ruigeplaatsluis te sluiten en de verbinding tussen Delfshaven en de Nieuwe Maas af te dammen. Om de oude havens van Delfshaven bereikbaar te houden is in de jaren 1960-1969 een deel van de Havenstraat afgebroken en werd een verbinding tussen de Achterhaven en de Coolhaven gegraven. De Achterhavenbrug in de Havenstraat is voorzien van een sluisdeur die alleen in geval van nood gesloten wordt.